# نظریه تدریجی‌گرایی
تدریجی‌گرایی
در باب اهمیت این نظریه در سیاستگذاری همین بس که انواع و گونه‌های سیاستگذاری را بر اساس دو ویژگی متمایزکننده دسته بندی می‌کنند: میزان تغییری که در خود دارند و میزان اجماع بر سر اهداف. عنصر تغییر حداقل در دو بعد دارای اهمیت است. اول این که، سهولت یا دشواری اجرای سیاست بسته به میزان تفاوت آن از سیاست‌های گذشته تحت تأثیر واقع می‌شود. برخی از دانشمندان که عضو مکتب اینکرمانتالیسم در سیاستگذاری عمومی هستند معتقدند، تغییرات تدریجی در سیاست‌ها بیش از تغییرات سریع، آبستن واکنش مثبت و اجماع بوده و کمتر با کارشکنی نهادهای فرادستی یا گروههای نفوذ مواجه هستند.
دوم این که، لزوم ایجاد تغییرات یا عدم نیاز به تغییرات سازمانی و نهادی، فرآیند سیاستگذاری عمومی و اجرا را تحت تأثیر قرار می‌دهد. تحلیل کافمن بیان می‌دارد اجرای کارآمد زمانی حاصل می‌شود که نهاد مسئول اجرا مجبور نباشد با شتاب بالا به سازماندهی مجدد خود اقدام نماید. لازم است ریس جمهور آینده این نکته را در ذهن داشته باشد که رابطه بین میزان تغییر و میزان مقاومت نهادی را محاسبه و سپس اقدام نماید. چه اینکه عیب اساسی سیاستگذاری و مدیریت دولت نهم تعهد به تغییرات شتابدار و سریع و بی توجهی به فاکتور اجماع است. این دیدگاه از سوی لوین هم مورد اشاره واقع شده‌است. وی استدلال می‌کند که عمده شکست سیاست‌های اجتماعی جامعه کبیردر ایالات متحده آمریکا ناشی از تغییرات سریع و فزاینده در ساختارها و روندهای اداری موجود بوده‌است. اجرای سیاست‌هایی که تغییراتی را در ارتباطات میان زیرمجموعه‌های دخیل در فرآیند اجرا در خود دارند بسیار دشوارتر از سیاست‌هایی خواهد بود که نیازمند تغییرات کم و حاشیه‌ای در ارتباطات موجود می‌باشند.
یکی دیگر از عوامل خرید اجماع بر سر اهداف در سیاستگذاری عبارت از میزان مشارکت در سیاستگذاری یا باز بودن سیستم سیاستگذاری است. تحلیل کارهای دولبیر و هاموند (Dolbear and Hammond, 1971) این نکات را بیان می‌کند که: ۱) مشارکت منجر به ارتقای اخلاق رهبری و اخلاق رهبری نیک، لازمه اجرای موفق است. ۲) مشارکت منجر به تعهد بیشتر می‌شود و تعهد بالا ضرورتی برای تغییرات کارآمد است. ۳) مشارکت باعث کاهش مقاومت غرض ورزانه شده و در نتیجه اجرای موفقیت‌آمیز را تسهیل می‌کند. ۴) با در نظر گرفتن مقاومت در برابر تغییر، مشارکت باعث کاهش مقاومت غرض ورزانه شده و در نتیجه اجرای موفقیت‌آمیز را تسهیل می‌کند. ۵) زیردستان متمایل به مقاومت در برابر پیاده‌سازی هر تغییر و برنامه جدیدی که یک جانبه از سوی فرادستان صادر شده، خواهند بود. با این حال نمی‌توان گفت که مشارکت در تصمیم‌گیری لزوماً منجر به اجماع بر سر اهداف خواهد شد. و نیز نمی‌توان نتیجه گرفت وقتی که اجماع بر سر اهداف حاصل گردید، همه مشکلات اجرا بر طرف خواهد شد.
ترکیب این دو شاخصه، الگویی برای گونه‌شناسی سیاست‌های عمومی به دست می‌دهد. به‌طور معمول سیاست‌های کلان در دو طیف «تغییر زیاد/ اجماع اندک» و «تغییر اندک/ اجماع زیاد» قابل مشاهده‌اند. برنامه‌هایی که نیازمند تغییرات زیاد هستند، بالطبع منجر به درگیری و منازعه بر سر اهداف در میان بازیگران مرتبط خواهد شد، در حالی که اجماع در زمانی که تغییرات اندکی مد نظر است بیشتر قابل حصول خواهد بود. سیاست‌های دارای تغییر زیاد/ اجماع اندک، از خلال مباحثات و مجادلات بسیاری بیرون می‌آید. مانند سیاست‌های مربوط به قوانین اصلاح ساختارهای بوروکراتیک یا یارانه‌ها. در مقابل منازعاتی که سیاست‌های با تغییر کم حاصل می‌کنند بسیار اندک است. این سیاست‌ها دارای ماهیت اینکرمانتال هستند؛ اینکرمانتالیسم یا تدریجی گرایی رویه‌ای سیاستی است که مقرر می‌دارد، تصمیمات سیاستی موفق آنهایی هستند که تا حدود زیادی تابعی از تصمیمات گذشته باشند.
البته در برخی موارد می‌توان سیاستهایی یافت که دارای تغییرات زیاد و در عین حال اجماع زیاد هستند. مثلاً، در حالی که قوانین تصویب شده پس از حمله به پرل هاربور در سال ۱۹۴۱ در برگیرنده تغییرات زیادی بود- کارخانه‌ها باید تبدیل به مهمات‌سازی می‌شدند و مصرف کالاهای اساسی و مواد خام مانند سوخت جیره بندی می‌شد- اما اجماع گسترده‌ای هم در جهت ضرورت و تمایل به اجرای چنین سیاستی، حاصل شده بود. این مدل از تغییر یک مفهوم را در خود مستتر دارد و آن بسیج اجتماعی از بالا است. علیرغم اینکه این مدل بهترین گزینه تغییر سیاست‌ها است اما استفاده زیاد آن ممکن نبوده و باعث کاهش مشروعیت سیستم سیاسی خواهد بود. به همین ترتیب، هر چند اجماع در سیاست‌هایی که تغییر اندکی در بطن خود دارند، راحت‌تر قابل حصول است اما سیاست‌هایی هم می‌توان یافت که دارای تغییرات اندک و در عین حال از اجماع کم هستند. این امر زمانی روی می‌دهد که با برنامه‌های مجادله‌برانگیز که صورتبندی توزیع منابع مالی را تغییر می‌دهد، مواجه می‌شویم. از این رو، در عین حال که سیاست اتخاذ شده تنها اندکی از روندهای گذشته متفاوت می‌باشد اما می‌تواند مباحثات بی پایانی را به وجود آورد. از این رهگذر، شناخت و حل این معادله دو مجهولی -تغییر و اجماع-  نقش اساسی در موفقیت یا شکست مدل سیاستگذاری خواهد داشت.

## ‍پانویس
1. ↑  Lindblom, 1965
2. ↑  Braybrooke and Lindblom, 1963
3. ↑  Wildavky, 1974
4. ↑  Incrementalism
5. ↑  Kaufman, 1971
6. ↑  Levine, 1968
7. ↑  Braybrook and Lindblom, 1963